# Anna Kimonos
Anna Kimonos (gr. Αννα Κίμωνος; ur. 15 grudnia 1975) – cypryjska gimnastyczka, olimpijka.
Kimonos wystartowała w gimnastyce artystycznej na LIO 1992. Zajęła 38. miejsce.